# Oscar Emanuel Gyberg
Oscar Emanuel Gyberg, född 1839, död 1892, var en svensk forstman.
Gyberg blev 1870 jägmästare i Svältornas revir och 1881 i Bohus revir. Han var en framstående skogsodlare, och slutförde skogsodlingen av de så kallade Svältorna i Älvsborgs län. En minnesvård restes 1893 över honom mitt inne i hans grönskande planteringar nära Mörlanda vid Ljungs järnvägsstation.